# Pedro Girón
Piotr Giron (hiszp. Pedro Girón, ur. 1423 w Belmonte, zm. 1466 w Villarrubia de los Ojos) – dwudziesty ósmy wielki mistrz zakonu Calatravy w latach 1445–1466.
Hrabia Urueña. Wywodził się z bogatej i wpływowej rodziny możnowładców kastylijskich. Syn Alonso Téllez Giróna i Maríi Pacheco. Młodszy brat Juana Pacheco, markiza de Villena, pana Belmonte i wielkiego mistrza zakonu Santiago.
Był człowiekiem obdarzonym wielkimi ambicjami politycznymi. W 1446 r. poparł bunt infanta Henryka przeciwko jego ojcu, królowi Janowi. Po wstąpieniu na tron nowy król ogłosił wojnę z muzułmanami i uzyskał też poparcie Pedro Girona i jego rycerzy. W 1464 r. Giron wystąpił jednak z częścią swoich rycerzy przeciwko królowi, popierając pretensje do tronu brata królewskiego Alfonsa. Potrzebując wsparcia zakonu król Henryk w zamian za to poparcie obiecał Gironowi rękę swojej siostry Izabeli. W związku z tym w 1466 r. Giron zdołał wyjednać u papieża Piusa II zwolnienie ze ślubów, aby poślubić dziedziczkę tronu, i zrezygnował ze stanowiska wielkiego mistrza, jednocześnie wyjednując ten urząd dla swojego syna z nieprawego łoża Rodriga Téllez-Giróna, wówczas ośmioletniego chłopca, oraz mianowanie swojego brata Juana Pacheco. Nie był jednak jedynym pretendentem do ręki królowej.
Zmarł w 1466 r. w tajemniczych okolicznościach, niewykluczone, że otruty przez swoich rywali do ręki królowej i tronu.